# Музей Романа Суты и Александры Бельцовой
Музей Романа Суты и Александры Бельцовой (латыш. Romana Sutas un Aleksandras Beļcovas muzejs) — филиал Латвийского Национального художественного музея. Открыт в октябре 2008 года на базе мемориальной квартиры латвийских художников эпохи классического модернизма Романа Суты и Александры Бельцовой — участников «Рижской группы художников», основателей рижской мастерской росписи по фарфору «Балтарс».

## История
Музей был создан по воле дочери художников искусствоведа Татьяны Суты, на базе завещанной ею коллекции работ обоих художников и личного архива. Находится на улице Элизабетес в квартире, где с 1935 года проживала семья.
Экспозиция музея расположена в трёх комнатах: бывшей мастерской Романа Суты; гостиной, служившей одновременно салоном и мастерской Александры Бельцовой; бывшей комнате Татьяны Суты.
Созданная Байбой Ванагой, Натальей Евсеевой и художницей Анной Хейнрихсоне композиция рассказывает о трёх аспектах жизни художников: творческой, общественной и семейной.
Творческая жизнь отображена во всём многообразии: живопись, графика, сценография. Широко представлены предметы декоративно-прикладного искусства, эскизы и готовые работы.
Сохранившиеся предметы обстановки и личные вещи художников иллюстрируют рассказ об их участии в общественной жизни, работе в творческих объединениях и времени, проведённом в многочисленных поездках.
Просмотр домашнего фотоальбома даёт уникальную возможность узнать подробности о жизни членов семьи, круге близких друзей и хороших знакомых, о наиболее важных событиях семейной жизни.

## Музейные выставки

##### Выборочно
- Праздник творчества

(В праздничные дни Мартиня посетителям предлагают стать творцами и принять участие в создании собственных работ)
- Латвийская политическая коррида

(Выставка политической карикатуры в Латвийских юмористических изданиях 1920-х годов)

## Руководство музея
- Директор музея — Байба Ванага
- Главный хранитель — Наталья Евсеева

## Адрес
- Рига, ул. Элизабетес, 57а кв.26 вход со двора (Elizabetes iela 57a-26 ieeja caur pagalmu, 5.stāvs, Rīga, LV-1050)